# Ophélie Tonds
Ophélie Tonds est une joueuse de handball française née le 10 juillet 1998 à Metz, évoluant au poste de gardienne de but au Metz Handball.

## Biographie
Elle a commencé à jouer au handball en 2008 au club de Metz-Magny Handball en catégorie -10 ans. Elle restera dans ce club pendant 5 ans avant de partir au club de Metz.[réf. nécessaire]
À l'été 2017, elle est retenue en équipe de France junior pour disputer le championnat d'Europe en Slovénie. L'équipe de France remporte la compétition en dominant la Russie en finale (31-26).
Issue du centre de formation du Metz Handball, elle fait son apparition en équipe première durant la saison 2017-2018 après l'annonce de la grossesse de Laura Glauser. Pour son premier match, elle réalise une rencontre pleine avec 8 arrêts pour 15 tirs subis, face au Havre. Elle n'est plus utilisée après le recrutement d'une nouvelle gardienne expérimentée, Kyra Csapo, pour pallier le forfait de Laura Glauser. En fin de saison, Metz remporte le titre de championne de France.
Après avoir signé son premier contrat professionnel au Metz Handball en mai 2018, elle est prêtée à Plan de Cuques, vice-champion de 2e division, pour la saison 2018-2019.
À l'été 2019, en l'absence de nombreuses titulaires laissées au repos et à l'occasion d'une large revue d'effectif, elle est retenue pour un stage de préparation avec l'équipe de France.

## Palmarès

### En club
compétitions nationales
- championne de France en 2018 (avec Metz Handball)

### En sélection
autres
- championne d'Europe junior en 2017 en Slovénie